# 국제축구역사통계연맹

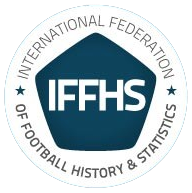

국제축구역사통계연맹(IFFHS)은 세계 축구 관련 역사와 통계를 관리하는 연맹이다. 1984년 3월 27일에 독일의 라이프치히에서 설립되었다. 국제축구역사통계연맹은 아랍에미리트의 아부다비에 위치해 있었지만, 2010년에 독일의 본으로 위치를 옮겼다.

## 클럽 월드 랭킹
1991년 이후로 IFFHS는 전 세계 축구 클럽들의 랭킹을 발표한다. 이 랭킹은 대륙 대회와 전세계 대회 그리고 자국 리그의 결과를 토대로 이루어진다. 모든 국가는 자국 대회 퍼포먼스를 토대로 4개의 등급으로 나뉘어서 평가된다. 반면에 대륙대회에 대해서는 모든 클럽들이 자국 리그의 등급에 상관 없이 같은 점수를 가진다. 하지만 UEFA 챔피언스리그와 코파 리베르타도레스는 UEFA 유로파리그와 코파 수다메리카나보다 더 많은 포인트를 가지게 된다. 그리고 이런 포인트 시스템은 AFC, CAF, CONCACAF, OFC가 더 낮은 점수를 가진다. 두 개의 대륙간의 클럽 경기는 그들의 중요도에 따라 평가된다. 대륙협회나 국제축구연맹(FIFA)가 주관하지 않는 경기는 고려되지 않는다.

### 기준
- 자국리그 기준

| 대회  | 승리 시 포인트 | 무승부 시 포인트 |
| ----- | -------------- | ---------------- |
| 1등급 | 4.00           | 2.00             |
| 2등급 | 3.00           | 1.50             |
| 3등급 | 2.00           | 1.00             |
| 4등급 | 1.00           | 0.50             |

- 국제대회 기준

| 대회                    | 승리 시 포인트 | 무승부 시 포인트 |
| ----------------------- | -------------- | ---------------- |
| UEFA 챔피언스리그       | 14.0           | 7.0              |
| UEFA 유로파리그         | 12.0           | 6.0              |
| 코파 리베르타도레스     | 14.0           | 7.0              |
| 코파 수다메리카나       | 12.0           | 6.0              |
| CAF 챔피언스리그        | 9.0            | 4.5              |
| CAF컵                   | 7.0            | 3.5              |
| AFC 챔피언스리그        | 9.0            | 4.5              |
| AFC컵                   | 7.0            | 3.5              |
| CONCACAF 챔피언스리그   | 9.0            | 4.5              |
| OFC 챔피언스리그        | 5.0            | 2.5              |
| FIFA 클럽 월드컵 (4강)  | 14.0           | 7.0              |
| FIFA 클럽 월드컵 (결승) | 21.0           | 10.5             |

### 올해의 클럽
아래의 팀들은 1991년 이후로 연말에 가장 높은 순위에 위치한 클럽이다.
- 1991년-  AS 로마
- 1992년-  AFC 아약스
- 1993년-  유벤투스 FC
- 1994년-  파리 생제르맹 FC
- 1995년-  AC 밀란
- 1996년-  유벤투스 FC
- 1997년-  FC 바르셀로나
- 1998년-  인터밀란
- 1999년-  맨체스터 유나이티드
- 2000년-  레알 마드리드
- 2001년-  리버풀 FC
- 2002년-  레알 마드리드
- 2003년-  AC 밀란
- 2004년-  발렌시아 CF
- 2005년-  리버풀 FC
- 2006년-  세비야 FC
- 2007년-  세비야 FC
- 2008년-  맨체스터 유나이티드
- 2009년-  FC 바르셀로나
- 2010년-  인터밀란
- 2011년-  FC 바르셀로나
- 2012년-  FC 바르셀로나
- 2013년-  바이에른 뮌헨
- 2014년-  레알 마드리드
- 2015년-  FC 바르셀로나
- 2016년-  아틀레티코 나시오날
- 2017년-  레알 마드리드
- 2018년-  AT 마드리드

### 10년 내 최고의 클럽
2012년 IFFHS는 스페인 라리가의 FC 바르셀로나를 21세기 첫 10년간 최고의 축구 클럽으로 선정했다.

## 현재 리그 랭킹
- 2020년 기준

| 순위 | 국가                  | 리그                               |
| ---- | --------------------- | ---------------------------------- |
| 1    | 이탈리아              | 세리에 A                           |
| 2    | 잉글랜드              | 프리미어리그                       |
| 3    | 브라질                | 캄페오나투 브라질레이루 세리이 A   |
| 4    | 스페인                | 라리가                             |
| 5    | 독일                  | 분데스리가                         |
| 6    | 포르투갈              | 프리메이라리가                     |
| 7    | 프랑스                | 리그 1                             |
| 8    | 파라과이              | 파라과이 프리메라 디비시온         |
| 9    | 아르헨티나            | 아르헨티나 프리메라 디비시온       |
| 10   | 에콰도르              | 에콰도르 세리에 A                  |
| 20   | 대한민국              | K리그1                             |
| 80   | 보스니아 헤르체고비나 | 보스니아 헤르체고비나 프리미어리그 |

## 20세기 최고의 대륙 클럽
2009년에 IFFHS는 20세기의 최고의 대륙별 클럽이 어디인지에 대한 연구 결과를 내놓았다. 유러피안 컵의 전신인 미트로파 컵을 비롯, 20세기에 벌어진 대륙 내 클럽 대항전 결과만을 반영하였고, 국내 리그/컵 대회나 대륙 간 클럽 경기는 집계하지 않았다. (단 오세아니아 축구 연맹 소속의 팀은 경기 수 부족으로 인해 예외적으로 인정되었다.)
통계학적인 연구에 따라 하단에 있는 6개의 클럽이 IFFHS가 2009년 10월 13일에 발표한 각 대륙별 20세기 최고의 팀들이다. 이 클럽들은 금트로피와 함께 그 증명서류가 2010년 5월 11일 런던시의 풀험에서 열리는 World Football Gala에서 수상된다.
| 지역       | 팀                  |
| ---------- | ------------------- |
| 유럽       | 레알 마드리드       |
| 남아메리카 | 페냐롤              |
| 아프리카   | 알아흘리            |
| 아시아     | 알힐랄 FC           |
| 북아메리카 | 데포르티보 사프리사 |
| 오세아니아 | 사우스 멜버른 FC    |

## IFFHS 선정 세계 최고의 리그
| 연도 | 리그         |
| ---- | ------------ |
| 1991 | 세리에 A     |
| 1992 | 세리에 A     |
| 1993 | 세리에 A     |
| 1994 | 세리에 A     |
| 1995 | 세리에 A     |
| 1996 | 세리에 A     |
| 1997 | 분데스리가   |
| 1998 | 세리에 A     |
| 1999 | 세리에 A     |
| 2000 | 라 리가      |
| 2001 | 라 리가      |
| 2002 | 라 리가      |
| 2003 | 세리에 A     |
| 2004 | 라 리가      |
| 2005 | 프리미어리그 |
| 2006 | 세리에 A     |
| 2007 | 프리미어리그 |
| 2008 | 프리미어리그 |
| 2009 | 프리미어리그 |
| 2010 | 라 리가      |
| 2011 | 라 리가      |
| 2012 | 라 리가      |
| 2013 | 라 리가      |
| 2014 | 라 리가      |
| 2015 | 라 리가      |
| 2016 | 라 리가      |
| 2017 | 라 리가      |
| 2018 | 라 리가      |

## IFFHS 선정 최고의 1부리그 공격수
| 연도 | 선수                          | 팀                        |
| ---- | ----------------------------- | ------------------------- |
| 1997 | 하칸 쉬퀴르                   | 갈라타사라이 SK           |
| 1998 | 이반 카비에데스               | CS 에멜레크               |
| 1999 | 마리우 자르데우               | FC 포르투                 |
| 2000 | 마리우 자르데우               | FC 포르투                 |
| 2001 | 호세 알프레도 카스틸로        | 오리엔테 페트롤레로       |
| 2002 | 호아킨 보테로                 | 클루브 볼리바르           |
| 2003 | 호세 카르도소                 | 데포르티보 톨루카 FC      |
| 2004 | 파트리시오 갈라즈             | 코브렐로아                |
| 2005 | 클레멘슨 데 아라우주 소아레스 | 감바 오사카               |
| 2006 | 클라스얀 휜텔라르             | AFC 아약스                |
| 2007 | 트레소 음푸투                 | TP 마젬베                 |
| 2008 | 루카스 바리오스               | 콜로-콜로                 |
| 2009 | 마르크 양코                   | FC 레드불 잘츠부르크      |
| 2010 | 루이스 알베르토 수아레스      | AFC 아약스                |
| 2011 | 알렉산다르 체클레예프         | JK 나르바 트란스          |
| 2012 | 리오넬 메시                   | FC 바르셀로나             |
| 2013 | 리오넬 메시                   | FC 바르셀로나             |
| 2014 | 크리스티아누 호날두           | 레알 마드리드             |
| 2014 | 루이스 알베르토 수아레스      | 리버풀 FC / FC 바르셀로나 |
| 2015 | 크리스티아누 호날두           | 레알 마드리드             |
| 2016 | 루이스 알베르토 수아레스      | FC 바르셀로나             |
| 2017 | 리오넬 메시                   | FC 바르셀로나             |
| 2018 | 리오넬 메시                   | FC 바르셀로나             |
| 2018 | 조나스 곤사우베스 올리베이라  | SL 벤피카                 |

1. ↑  “IFFHS(아카이브)”. 《The continental Clubs of the Century》. 2009년 9월 22일. 2009년 9월 22일에 원본 문서에서 보존된 문서. 2024년 2월 26일에 확인함.